# Gran Premio di superbike di Misano Adriatico 2000
Il Gran Premio di superbike di Misano Adriatico 2000 è stato la settima prova su tredici del campionato mondiale Superbike 2000, disputato il 18 giugno sul circuito di Misano, ha visto la vittoria di Troy Corser in gara 1, lo stesso pilota si è ripetuto anche in gara 2.
La vittoria nella gara valevole per il campionato mondiale Supersport è stata invece ottenuta da Christian Kellner. La gara del campionato Europeo della classe Superstock viene vinta da Fabio Capriotti.

## Risultati

### Gara 1

#### Arrivati al traguardo[5]
| Pos. | Nº  | Pilota               | Squadra              | Motocicletta      | Giri | Tempo     | Griglia | Punti |
| ---- | --- | -------------------- | -------------------- | ----------------- | ---- | --------- | ------- | ----- |
| 1º   | 3   | Troy Corser          | Aprilia Axo          | Aprilia RSV 1000  | 25   | 40:28.677 | 1º      | 25    |
| 2º   | 21  | Troy Bayliss         | Ducati Infostrada    | Ducati 996        | 25   | +0:08.573 | 6º      | 20    |
| 3º   | 9   | Katsuaki Fujiwara    | Suzuki Alstare       | Suzuki GSX R750   | 25   | +0:09.146 | 3º      | 16    |
| 4º   | 19  | Juan Borja           | Ducati Infostrada    | Ducati 996        | 25   | +0:11.454 | 4º      | 13    |
| 5º   | 4   | Akira Yanagawa       | Kawasaki Racing      | Kawasaki ZX 7RR   | 25   | +0:11.628 | 5º      | 11    |
| 6º   | 155 | Ben Bostrom          | Ducati NCR           | Ducati RS 996     | 25   | +0:11.950 | 14º     | 10    |
| 7º   | 41  | Noriyuki Haga        | Yamaha WSBK          | Yamaha YZF R7     | 25   | +0:14.559 | 2º      | 9     |
| 8º   | 14  | Peter Goddard        | Kawasaki Racing      | Kawasaki ZX 7RR   | 25   | +0:21.407 | 7º      | 8     |
| 9º   | 12  | Haruchika Aoki       | R & D Bieffe         | Ducati RS 996     | 25   | +0:27.877 | 19º     | 7     |
| 10º  | 30  | Alessandro Antonello | Aprilia Axo          | Aprilia RSV 1000  | 25   | +0:28.043 | 10º     | 6     |
| 11º  | 13  | Andreas Meklau       | Gerin WSBK           | Ducati 996 RS2000 | 25   | +0:31.051 | 11º     | 5     |
| 12º  | 39  | Alessandro Gramigni  | Valli Racing 391     | Yamaha R7         | 25   | +0:50.301 | 18º     | 4     |
| 13º  | 11  | Lucio Pedercini      | Pedercini            | Ducati RS 996     | 25   | +0:57.541 | 20º     | 3     |
| 14º  | 27  | Frédéric Protat      | FP Racing            | Ducati            | 25   | +1:09.598 | 25º     | 2     |
| 15º  | 38  | Lance Isaacs         | Ducati NCR           | Ducati RS 996     | 25   | +1:11.701 | 28º     | 1     |
| 16º  | 67  | Ludovic Holon        | Kawasaki France      | Kawasaki ZX 7RR   | 25   | +1:12.581 | 26º     |       |
| 17º  | 18  | Markus Barth         | Alpha Technik Yamaha | Yamaha R7         | 25   | +1:19.583 | 13º     |       |
| 18º  | 69  | Jonnie Ekerold       | White Endurance      | Honda VTR1000     | 24   | +1 giro   | 31º     |       |
| 19º  | 68  | Thierry Mulot        | FP Racing            | Ducati            | 24   | +1 giro   | 32º     |       |
| 20º  | 65  | Giuliano Sartoni     | Pacific              | Ducati 996 RS2000 | 24   | +1 giro   | 33º     |       |

#### Ritirati
| Nº  | Pilota               | Squadra              | Motocicletta      | Giri | Griglia |
| --- | -------------------- | -------------------- | ----------------- | ---- | ------- |
| 28  | Jürgen Oelschläger   | Alpha Technik Yamaha | Yamaha R7         | 24   | 24º     |
| 46  | Mauro Sanchini       | Pedercini            | Ducati RS 996     | 24   | 22º     |
| 35  | Giovanni Bussei      | Kawasaki Bertocchi   | Kawasaki ZX 7RR   | 18   | 17º     |
| 23  | Jiří Mrkývka         | JM SBK               | Ducati 996 R      | 13   | 30º     |
| 113 | Paolo Blora          | Pacific              | Ducati 996 RS2000 | 13   | 21º     |
| 7   | Pierfrancesco Chili  | Suzuki Alstare       | Suzuki GSX R750   | 12   | 16º     |
| 10  | Vittoriano Guareschi | Yamaha WSBK          | Yamaha YZF R7     | 12   | 12º     |
| 15  | Igor Antonelli       | Kawasaki Bertocchi   | Kawasaki ZX 7RR   | 9    | 27º     |
| 32  | Massimo De Silvestro | Kawasaki Bertocchi   | Kawasaki ZX 7RR   | 8    | 34º     |
| 72  | Redamo Assirelli     | Pirelli Moto 2000    | Yamaha            | 7    | 29º     |
| 111 | Aaron Slight         | Castrol Honda        | Honda VTR1000     | 1    | 8º      |
| 2   | Colin Edwards        | Castrol Honda        | Honda VTR1000     | 1    | 15º     |
| 33  | Robert Ulm           | Gerin WSBK           | Ducati 996 RS2000 | 1    | 9º      |

### Gara 2

#### Arrivati al traguardo[6]
| Pos. | Nº  | Pilota               | Squadra            | Motocicletta      | Giri | Tempo     | Griglia | Punti |
| ---- | --- | -------------------- | ------------------ | ----------------- | ---- | --------- | ------- | ----- |
| 1º   | 3   | Troy Corser          | Aprilia Axo        | Aprilia RSV 1000  | 23   | 37:10.504 | 1º      | 25    |
| 2º   | 21  | Troy Bayliss         | Ducati Infostrada  | Ducati 996        | 23   | +0:04.776 | 6º      | 20    |
| 3º   | 155 | Ben Bostrom          | Ducati NCR         | Ducati RS 996     | 23   | +0:05.538 | 14º     | 16    |
| 4º   | 9   | Katsuaki Fujiwara    | Suzuki Alstare     | Suzuki GSX R750   | 23   | +0:06.529 | 3º      | 13    |
| 5º   | 19  | Juan Borja           | Ducati Infostrada  | Ducati 996        | 23   | +0:07.091 | 4º      | 11    |
| 6º   | 4   | Akira Yanagawa       | Kawasaki Racing    | Kawasaki ZX 7RR   | 23   | +0:11.122 | 5º      | 10    |
| 7º   | 30  | Alessandro Antonello | Aprilia Axo        | Aprilia RSV 1000  | 23   | +0:17.304 | 10º     | 9     |
| 8º   | 14  | Peter Goddard        | Kawasaki Racing    | Kawasaki ZX 7RR   | 23   | +0:18.962 | 7º      | 8     |
| 9º   | 111 | Aaron Slight         | Castrol Honda      | Honda VTR1000     | 23   | +0:19.138 | 8º      | 7     |
| 10º  | 2   | Colin Edwards        | Castrol Honda      | Honda VTR1000     | 23   | +0:32.461 | 15º     | 6     |
| 11º  | 12  | Haruchika Aoki       | R & D Bieffe       | Ducati RS 996     | 23   | +0:36.113 | 19º     | 5     |
| 12º  | 35  | Giovanni Bussei      | Kawasaki Bertocchi | Kawasaki ZX 7RR   | 23   | +0:36.470 | 17º     | 4     |
| 13º  | 13  | Andreas Meklau       | Gerin WSBK         | Ducati 996 RS2000 | 23   | +0:39.499 | 11º     | 3     |
| 14º  | 11  | Lucio Pedercini      | Pedercini          | Ducati RS 996     | 23   | +0:46.712 | 20º     | 2     |
| 15º  | 39  | Alessandro Gramigni  | Valli Racing 391   | Yamaha R7         | 23   | +0:46.989 | 18º     | 1     |
| 16º  | 10  | Vittoriano Guareschi | Yamaha WSBK        | Yamaha YZF R7     | 23   | +0:47.342 | 12º     |       |
| 17º  | 113 | Paolo Blora          | Pacific            | Ducati 996 RS2000 | 23   | +0:56.432 | 21º     |       |
| 18º  | 38  | Lance Isaacs         | Ducati NCR         | Ducati RS 996     | 23   | +0:56.511 | 28º     |       |
| 19º  | 67  | Ludovic Holon        | Kawasaki France    | Kawasaki ZX 7RR   | 23   | +1:19.329 | 26º     |       |
| 20º  | 15  | Igor Antonelli       | Kawasaki Bertocchi | Kawasaki ZX 7RR   | 22   | +1 giro   | 27º     |       |
| 21º  | 68  | Thierry Mulot        | FP Racing          | Ducati            | 22   | +1 giro   | 32º     |       |

#### Ritirati
| Nº | Pilota               | Squadra              | Motocicletta      | Giri | Griglia |
| -- | -------------------- | -------------------- | ----------------- | ---- | ------- |
| 46 | Mauro Sanchini       | Pedercini            | Ducati RS 996     | 20   | 22º     |
| 33 | Robert Ulm           | Gerin WSBK           | Ducati 996 RS2000 | 12   | 9º      |
| 27 | Frédéric Protat      | FP Racing            | Ducati            | 11   | 25º     |
| 18 | Markus Barth         | Alpha Technik Yamaha | Yamaha R7         | 10   | 13º     |
| 41 | Noriyuki Haga        | Yamaha WSBK          | Yamaha YZF R7     | 8    | 2º      |
| 7  | Pierfrancesco Chili  | Suzuki Alstare       | Suzuki GSX R750   | 8    | 16º     |
| 28 | Jürgen Oelschläger   | Alpha Technik Yamaha | Yamaha R7         | 8    | 24º     |
| 65 | Giuliano Sartoni     | Pacific              | Ducati 996 RS2000 | 7    | 33º     |
| 32 | Massimo De Silvestro | Kawasaki Bertocchi   | Kawasaki ZX 7RR   | 7    | 34º     |
| 23 | Jiří Mrkývka         | JM SBK               | Ducati 996 R      | 2    | 30º     |
| 72 | Redamo Assirelli     | Pirelli Moto 2000    | Yamaha            | 1    | 29º     |
| 69 | Jonnie Ekerold       | White Endurance      | Honda VTR1000     | 0    | 31º     |

### Supersport

#### Arrivati al traguardo
| Pos. | Nº | Pilota               | Squadra              | Motocicletta     | Giri | Tempo     | Punti |
| ---- | -- | -------------------- | -------------------- | ---------------- | ---- | --------- | ----- |
| 1º   | 6  | Christian Kellner    | Alpha Technik Yamaha | Yamaha YZF R6    | 23   | 38'18.687 | 25    |
| 2º   | 15 | Paolo Casoli         | Ducati Infostrada    | Ducati 748 RS    | 23   | +0.376    | 20    |
| 3º   | 4  | Jörg Teuchert        | Alpha Technik Yamaha | Yamaha YZF R6    | 23   | +0.587    | 16    |
| 4º   | 31 | Karl Muggeridge      | Ten Kate Honda       | Honda CBR 600    | 23   | +19.432   | 13    |
| 5º   | 7  | Fabrizio Pirovano    | Suzuki Alstare       | Suzuki GSX R 600 | 23   | +19.481   | 11    |
| 6º   | 44 | Antonio Carlacci     | Start Team           | Yamaha R6        | 23   | +19.971   | 10    |
| 7º   | 12 | Andrew Pitt          | Kawasaki Racing      | Kawasaki ZX 6R   | 23   | +22.666   | 9     |
| 8º   | 21 | Massimo Meregalli    | Yamaha Belgarda      | Yamaha YZF R6    | 23   | +23.150   | 8     |
| 9º   | 3  | Piergiorgio Bontempi | D.C.R. Pirelli       | Ducati 748 R     | 23   | +27.583   | 7     |
| 10º  | 54 | Stefano Cruciani     | Team Rox             | Ducati           | 23   | +31.396   | 6     |
| 11º  | 35 | Shinya Takeishi      | Castrol Honda        | Honda CBR 600 F  | 23   | +31.657   | 5     |
| 12º  | 8  | Cristiano Migliorati | Metalsistem Endoug   | Suzuki GSX 600   | 23   | +31.732   | 4     |
| 13º  | 10 | William Costes       | Honda France Elf     | Honda CBR 600    | 23   | +34.137   | 3     |
| 14º  | 22 | Werner Daemen        | Yamaha Belgium       | Yamaha R6        | 23   | +34.245   | 2     |
| 15º  | 55 | Norino Brignola      | Lorenzini-T.Italia   | Yamaha R6        | 23   | +35.652   | 1     |
| 16º  | 9  | Wilco Zeelenberg     | Dee Cee Jeans Racing | Yamaha R6        | 23   | +46.692   |       |
| 17º  | 28 | Michele Malatesta    | Monza Corse          | Suzuki GSX 600   | 23   | +47.071   |       |
| 18º  | 20 | Karl Harris          | Metalsistem Endoug   | Suzuki GSX 600   | 23   | +49.008   |       |
| 19º  | 34 | Yves Briguet         | D.F.X. Racing        | Ducati 748       | 23   | +49.129   |       |
| 20º  | 26 | Kyro Verstraeten     | Yamaha Belgium       | Yamaha R6        | 23   | +1'01.799 |       |

#### Ritirati
| Nº | Pilota                | Squadra              | Motocicletta     | Giri |
| -- | --------------------- | -------------------- | ---------------- | ---- |
| 18 | Vittorio Iannuzzo     | Lorenzini-T.Italia   | Yamaha R6        | 22   |
| 19 | Walter Tortoroglio    | D.F.X. Racing        | Ducati 748       | 13   |
| 5  | Rubén Xaus            | Ducati Infostrada    | Ducati 748 RS    | 13   |
| 25 | Igor Jerman           | TDC Desenzano Corse  | Suzuki GSX 600   | 7    |
| 39 | Nigel Arnold          | Ten Kate Honda       | Honda CBR 600    | 6    |
| 2  | Iain MacPherson       | Kawasaki Racing      | Kawasaki ZX 6R   | 5    |
| 14 | Christophe Cogan      | BKM Racing           | Yamaha R6        | 5    |
| 16 | Sébastien Charpentier | Honda France Elf     | Honda CBR 600    | 4    |
| 24 | Maurizio Prattichizzo | GiMotorsport Lights  | Yamaha R6        | 3    |
| 23 | Davide Bulega         | GiMotorsport Lights  | Yamaha R6        | 3    |
| 69 | James Whitham         | Yamaha Belgarda      | Yamaha YZF R6    | 2    |
| 40 | Kevin Curtain         | BKM Racing           | Yamaha R6        | 2    |
| 1  | Stéphane Chambon      | Suzuki Alstare       | Suzuki GSX R 600 | 0    |
| 38 | Eric Mahé             | Dee Cee Jeans Racing | Yamaha R6        | 0    |

### Superstock

#### Arrivati al traguardo
| Pos. | Nº | Pilota               | Squadra              | Motocicletta     | Giri | Tempo     | Punti |
| ---- | -- | -------------------- | -------------------- | ---------------- | ---- | --------- | ----- |
| 1º   | 52 | Fabio Capriotti      | Winner Team Yamaha   | Yamaha R1        | 12   | 20'24.213 | 25    |
| 2º   | 11 | Katja Poensgen       | Suzuki Alstare       | Suzuki GSX R 750 | 12   | +2.271    | 20    |
| 3º   | 54 | Markus Wegscheider   | Suzuki Stefan Scmidt | Suzuki GSX R 750 | 12   | +7.166    | 16    |
| 4º   | 77 | Olivier Four         | Star Moto            | Suzuki GSX R 750 | 12   | +10.969   | 13    |
| 5º   | 2  | Daniel Oliver        | Martin Racing        | Aprilia RSV R    | 12   | +15.178   | 11    |
| 6º   | 9  | Stephane Jond        | Fratelli Team        | Suzuki GSX R 750 | 12   | +16.556   | 10    |
| 7º   | 37 | Barry Veneman        | Dee Cee Jeans R.T.   | Yamaha R1        | 12   | +20.265   | 9     |
| 8º   | 14 | Raffaello Fabbroni   | Rumi                 | Honda 900 CBR    | 12   | +21.039   | 8     |
| 9º   | 17 | Frederic Jond        | Fratelli Team        | Honda 900 CBR    | 12   | +26.716   | 7     |
| 10º  | 21 | Koen Vleugels        | KS Racing            | Yamaha R1        | 12   | +32.892   | 6     |
| 11º  | 44 | Francisco Riquelme   | Aprilia Desmo Racing | Aprilia RSV R    | 12   | +34.297   | 5     |
| 12º  | 34 | Didier Van Keymeulen | BKM Racing           | Yamaha R1        | 12   | +35.586   | 4     |
| 13º  | 16 | Simone Suzzi         | FBC Racing           | Aprilia RSV R    | 12   | +35.751   | 3     |
| 14º  | 23 | Michael Weynand      | Keller Corsa         | Yamaha R1        | 12   | +35.805   | 2     |
| 15º  | 22 | Steve Brogan         | Rumi                 | Honda 900 CBR    | 12   | +39.890   | 1     |
| 16º  | 19 | Alessandro Scorta    | Gimotor Sport Light  | Yamaha R1        | 12   | +40.032   |       |
| 17º  | 39 | Massimo Bisconti     | Ghelfi               | Honda 900 CBR    | 12   | +40.388   |       |
| 18º  | 88 | Marty Nutt           | Nutt Aprilia UK      | Aprilia RSV R    | 12   | +44.881   |       |
| 19º  | 57 | Stefano Cappellari   | Europe Team          | Yamaha R1        | 12   | +45.229   |       |
| 20º  | 27 | Rudy Servol          | TRS Team Rudy Servol | Honda 900 CBR    | 12   | +46.808   |       |
| 21º  | 6  | Dominique Duchene    | Green Kawasaki       | Kawasaki ZX 9R   | 12   | +1'02.412 |       |
| 22º  | 49 | Benjamin Nabert      | Green Speed          | Kawasaki ZX 9R   | 12   | +1'16.322 |       |
| 23º  | 18 | Niklas Carlberg      | Carlberg Racing Swe  | Yamaha R1        | 12   | +1'27.384 |       |
| 24º  | 69 | Yann Gyger           | White Endurance      | Honda 900 CBR    | 11   | +1 giro   |       |

#### Ritirati
| Nº | Pilota              | Squadra             | Motocicletta     | Giri |
| -- | ------------------- | ------------------- | ---------------- | ---- |
| 5  | Paul Notman         | Speedline NRG       | Honda 900 CBR    | 11   |
| 3  | Dario Tosolini      | TDC Desenzano Corse | Suzuki GSX R 750 | 9    |
| 53 | Andrea Manici       | Rumi                | Honda 900 CBR    | 9    |
| 31 | Gianluigi Vallisari | Racing T. Gabrielli | Aprilia RSV R    | 9    |
| 20 | Roberto Ciroldi     | Ghelfi              | Honda 900 CBR    | 9    |
| 28 | Giacomo Romanelli   | TDC Desenzano Corse | Suzuki GSX R 750 | 6    |
| 8  | James Ellison       | Ten Kate Young Guns | Honda 900 CBR    | 6    |
| 72 | Steven Casaer       | Yamaha Belgium      | Yamaha R1        | 2    |
| 45 | Chris Burns         | Redwood Racing      | Yamaha R1        | 1    |
| 42 | Benny Jerzenbeck    | Steinhausen Racing  | Suzuki GSX R 750 | 0    |
| 51 | Kelvin Reilly       | KR Racing           | Yamaha R1        | 0    |